# بيت الأسد (ذي السفال)

تعديل مصدري - تعديل

بيت الأسد هي إحدى قرى عزلة ريده ورياد بمديرية ذي السفال التابعة لمحافظة إب، بلغ تعداد سكانها 844 نسمة حسب تعداد اليمن لعام 2004.